# Константин (филм)
Константин (енгл. Constantine) је амерички фантастични хорор филм из 2005. године који је режирао Франсис Лоренс. Главне улоге играју: Кијану Ривс, Рејчел Вајс и Шаја Лабаф.

## Радња
Џон Константин (којег игра Ривс) је био у паклу и назад. Рођен је са посебним даром проницљивости полуанђела и демона који живе на Земљи у људском облику. Као младић извршио је самоубиство и зна да ће после смрти отићи у пакао. Васкрснуо против своје воље, Константин је враћен у свет живих и лута Земљом, надајући се да ће његова добра дела отићи на небо. Прилази му детективка Анђела Додсон (коју игра Вајс), која тражи његову помоћ да докаже да смрт њене сестре близнакиње није самоубиство. Истражујући њену смрт, он сазнаје да демони желе да нападну људски свет и у борби против њих директно се супротставља Сатани.

## Улоге
| Глумац            | Улога                       |
| ----------------- | --------------------------- |
| Кијану Ривс       | Џон Константин              |
| Рејчел Вајс       | Анџела Додсон Изабел Додсон |
| Шаја Лабаф        | Че Крејмер                  |
| Џајмон Хансу      | Папа Миднајт                |
| Макс Бејкер       | Бимен                       |
| Пруит Тејлор Винс | отац Хенеси                 |
| Гавин Росдејл     | Балтазар                    |
| Тилда Свинтон     | Арханђел Гаврило            |
| Петер Стормаре    | Луцифер                     |
| Џеси Рамирез      |                             |
| Хосе Зунига       | детектив Вајс               |
| Франсис Гајнан    | отац Гарет                  |
| Николас Даунс     | црквени надзорник           |
| Лари Сидар        |                             |
| Квин Банијел      | Константин као дечак        |